# Field Dalling
Field Dalling – wieś w Anglii, w hrabstwie Norfolk, w dystrykcie North Norfolk. Leży 38 km na północny zachód od Norwich i 174 km na północny wschód od Londynu.
Miejscowość liczy 273 mieszkańców.